# Junction Islands
Die Junction Islands sind eine Inselgruppe vor Great Barrier Island im Norden von Neuseeland.

## Geographie
Die Junction Islands befinden sich an der Westküste von Great Barrier Island und sind somit ein Teil des Seengebietes des Hauraki Gulf. Die Inselgruppe besteht aus sechs unterschiedlich großen Inseln, wovon drei von ihnen von Nord nach Süd im Abstand zwischen 10 m und 45 m aneinandergereiht sind, zwei von ihnen rund 180 m westlich bzw. 245 m südwestlich der bis zu 80 m hohen Hauptinsel liegen und eine östlich der Hauptinsel in einer Entfernung von rund 500 m zu finden ist. Die Hauptinsel erstreckt sich über rund 500 m in Nord-Süd-Richtung und weist eine maximale Breit von rund 165 m auf. Die anderen Insel sind mit Abstand kleiner, wovon zwei von ihnen kleine Felseninsel darstellen. Die Gesamtfläche aller Insel macht rund 10 Hektar aus. Die Inseln sind allesamt nicht weiter mit Namen bezeichnet.
Die Hauptinsel ist bewaldet, die kleineren Insel hingegen nur zum Teil mit Baumbestand versehene.